# Molnár Kálmán (néprajzkutató)
Molnár Kálmán (Székelykeresztúr, 1936. szeptember 10. –) erdélyi magyar néprajzi író, Molnár István fia.

## Életútja, munkássága
A középiskolát szülővárosában, a tanítóképzőben végezte (1953), a Bolyai Tudományegyetem földrajz-geológia karán, harmadévesen tanulmányait betegeskedés miatt abbahagyta (1956). Két éven át Székelyszentmiklóson igazgató tanító, 1958-tól a Székelykeresztúri Városi Múzeum főkonzervátora. Néprajzi tárgyú írásait a Hargita és Informația Harghitei közölte. A Sóvidéki keresztszemesek című munkáját apjával társulva szerkesztette (Csíkszereda, 1971), a Népismereti Dolgozatok 1978-as kötetében A Hargita népi erdőgazdálkodásához című tanulmánnyal szerepel.